# Crespi d'Adda
Crespi d'Adda là một làng lịch sử ở Capriate San Gervasio, Lombardy, miền Bắc Ý. Đây là một khu định cư lịch sử và là ví dụ nổi bật về một thị trấn công sở thế kỷ 19, đầu thế kỷ 20 được xây dựng ở châu Âu và Bắc Mỹ bởi các nhà công nghiệp nhằm đáp ứng các nhu cầu của người lao động. Địa điểm này vẫn còn nguyên vẹn và được sử dụng một phần cho các mục đích công nghiệp, mặc dù điều kiện kinh tế và xã hội thay đổi đang đe dọa đến sự tồn tại của nó. Năm 1995, nó được UNESCO liệt kê vào danh sách Di sản thế giới.

## Lịch sử
Năm 1869, Cristoforo Benigno Crespi, một người sản xuất dệt may đến từ Busto Arsizio đã mua một thung lũng dài 1 km giữa hai con sông Brembo và Adda, phía nam của Capriate, với ý định xây dựng một nhà máy sợi bông bên bờ sông Adda. Ông đã giới thiệu các quy trình kéo sợi, dệt, hiện đại và hoàn thiện nhất trong số các nhà máy sợi của mình. Sau đó, một nhà máy thủy điện ở Trezzo sull'Adda trên sông Adda được xây dựng chỉ cách đó vài km vào năm 1906 nhằm phục vụ cho công việc sản xuất sợi bông. Khu định cư được xây dựng năm 1878 bên cạnh nhà máy sợi, và được cung cấp các dịch vụ xã hội như phòng khám sức khỏe, trường học, nhà hát, nghĩa trang, nhà nguyện và nhà thờ.
Cả ngôi làng và nhà máy được chiếu sáng bởi hệ thống đèn điện khiến nó trở thành làng đầu tiên tại Ý có ánh sáng công cộng hiện đại. Nhà ở của công nhân lấy cảm hứng từ nước Anh nằm dọc theo những con đường song song với nhà máy về phía đông. Một con đường rợp bóng cây ngăn cách khu sản xuất với khu dân cư. Ngoài nhà máy sợi ban đầu là tác phẩm của kiến trúc sư Angelo Colla thì toàn bộ ngôi làng được kiến trúc sư Ernesto Pirovano thiết kế. Trong khoảng 50 năm, dưới sự giúp sức của kỹ sư Pietro Brunati, Pirovano điều hành việc xây dựng ngôi làng.
Năm 1889, con trai của Cristoforo là Silvio Benigno Crespi bắt đầu làm việc trong nhà máy với tư cách là giám đốc, sau khi dành thời gian ở Oldham, Anh. Các ngôi nhà với sân vườn được thiết kế và áp dụng vào năm 1892 để tạo ra sự hài hòa và tránh xung đột công nghiệp
Đến năm 1929, cuộc khủng hoảng kinh tế thế giới và chính sách tài khóa của Phát xít Ý dẫn đến việc gia đình Crespi buộc phải bán đi toàn bộ các nhà máy sợi cho STI, một doanh nghiệp dệt may của Ý. Sau đó, nơi đây thuộc sở hữu lần lượt của các công ty Rossarl e Varzi vào năm 1970, sau đó là Legler đã bán đi hầu hết các ngôi nhà. Cuối cùng nó nằm trong tay tập đoàn công nghiệp Polli nhưng số người lao động đã giảm hẳn xuống chỉ còn khoảng 600 người so với 3.200 trong thời kỳ hoàng kim.
Năm 2004, các nhà máy ở đây đã ngưng sản xuất.

## Hình ảnh

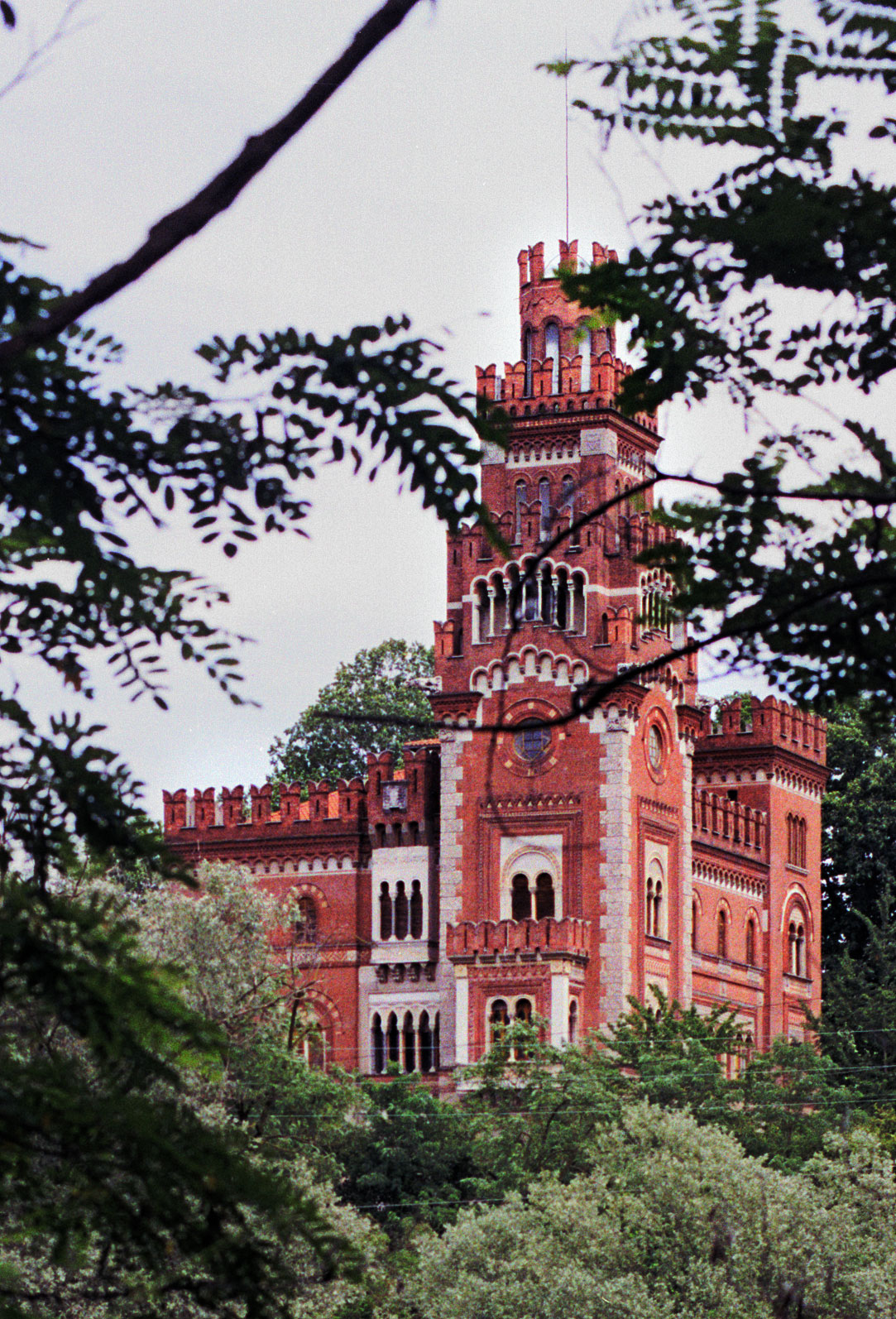
Lâu đài Crespi
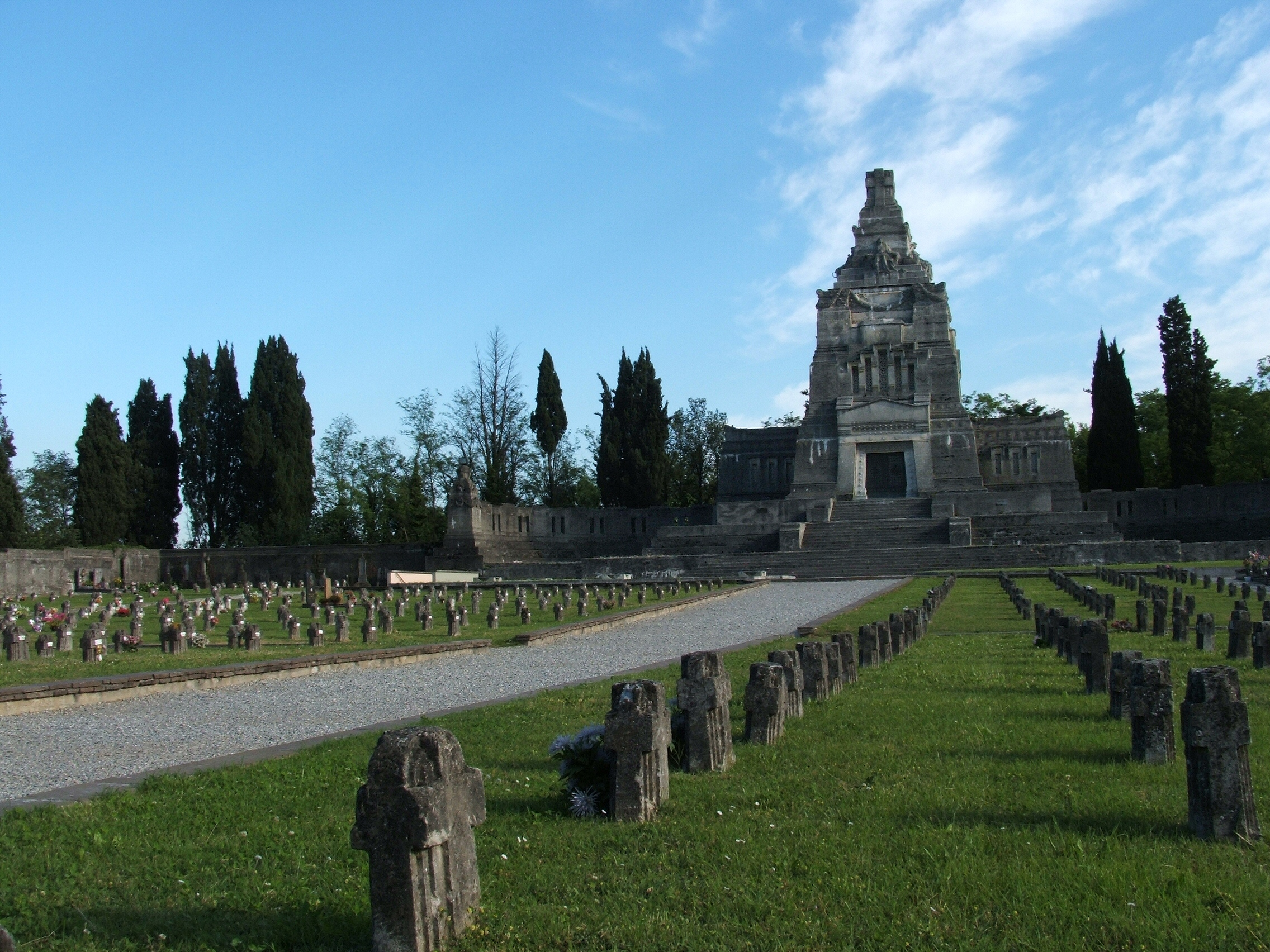
Nghĩa trang ở Crespi d'Adda
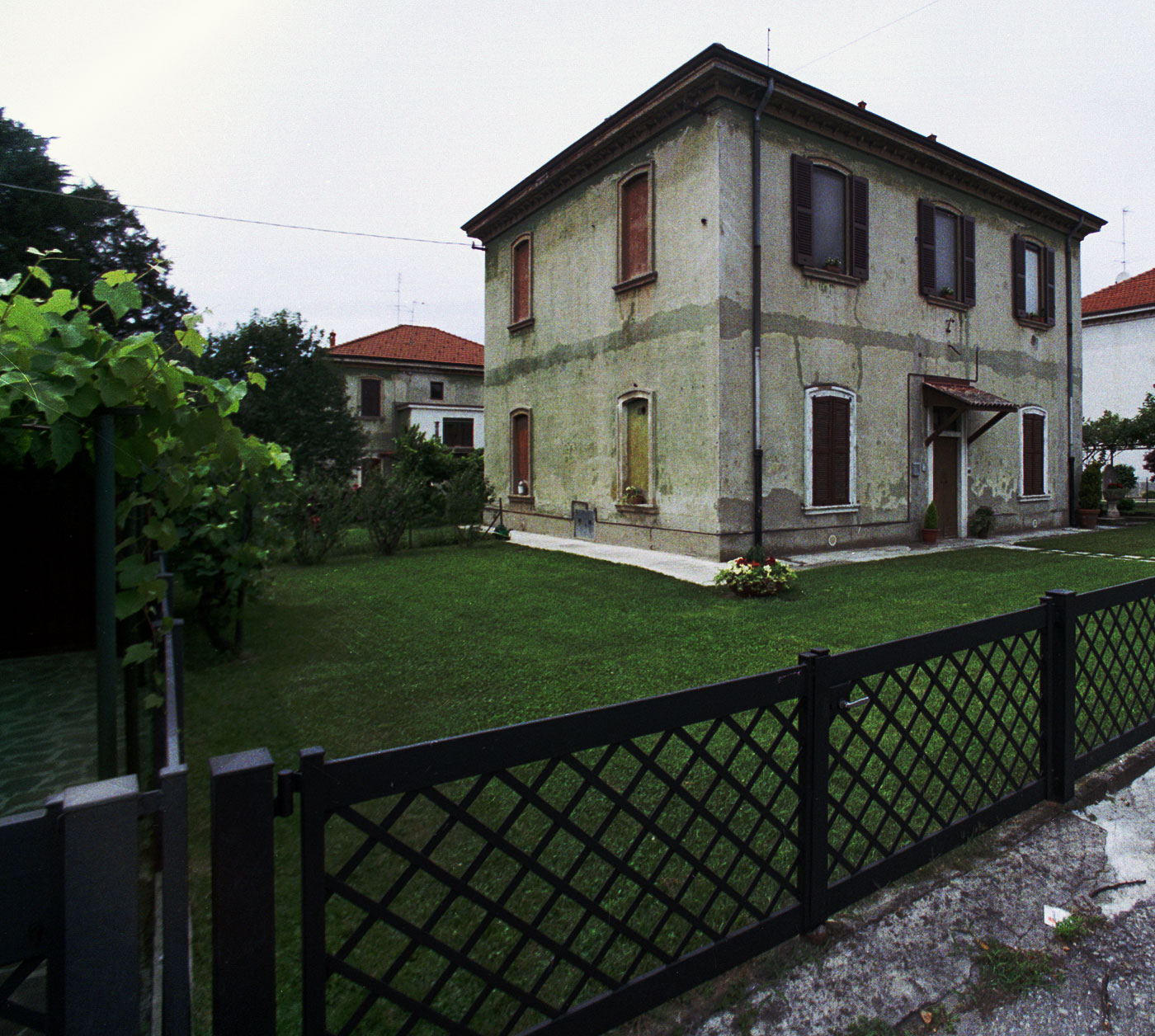
Một ngôi nhà của công nhân với khu vườn
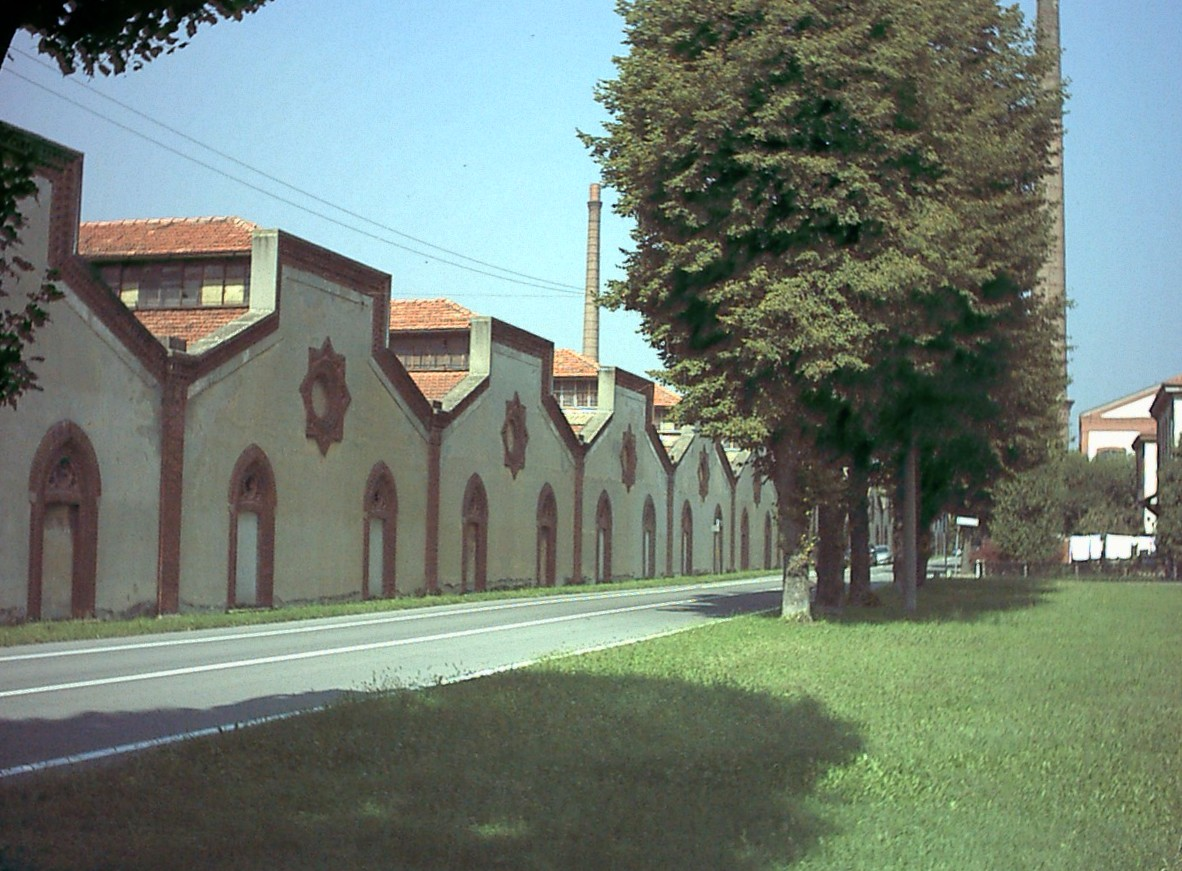
Các nhà máy và con đường rợp bóng cây
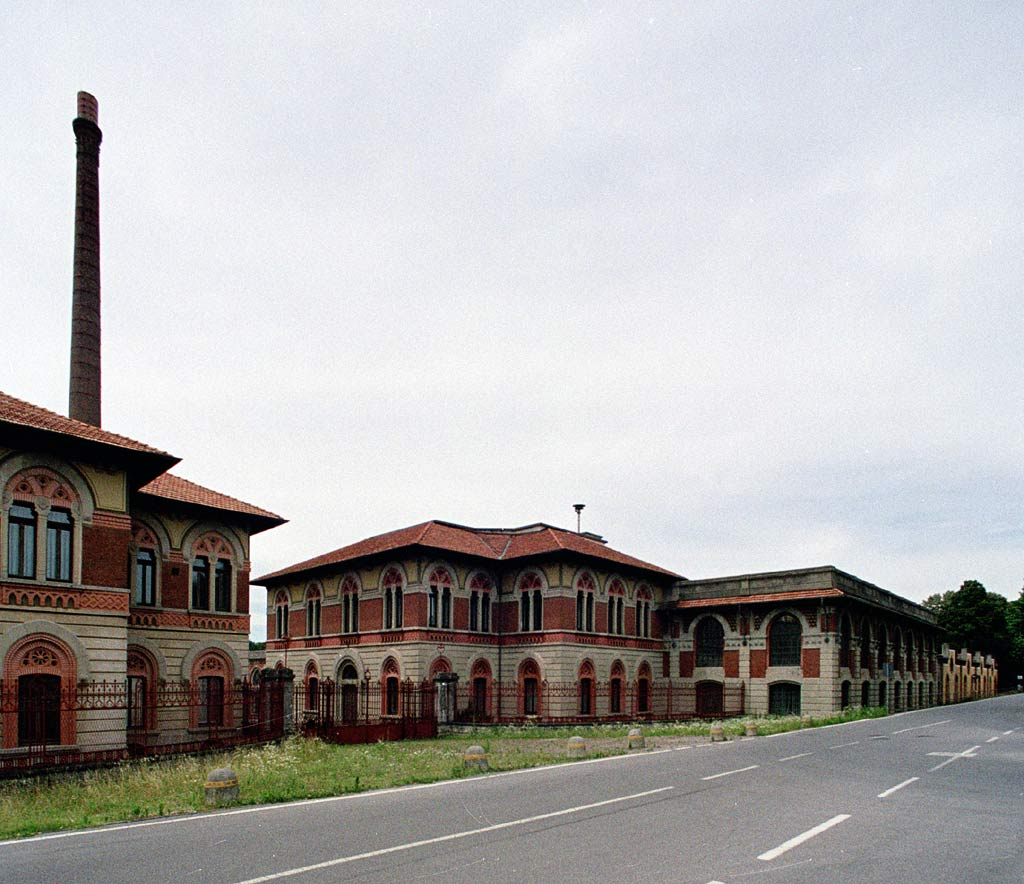